# Петті Люпон
Петті Люпон (англ. Patti Ann LuPone; нар. 21 квітня 1949, Нортпорт, США) — американська акторка театру і кіно.

## Життєпис
Петті Люпон народилася 21 квітня 1949 року у Нью-Йорку. У 1968 році Петті вступила до Джульярдської школи (була студенткою першої групи новоствореного відділення драми). Люпон закінчила ВНЗ у 1972 році.
Після закінчення навчання Люпон почала свою театральну кар'єру та стала однією з найкращих театральних акторок США. Люпон також знімається у кіно.

## Вибіркова фільмографія
- Комік (2016)
- Криваве літо Сема (1999)
- Водій міс Дейзі (1989)